# Last Train to Paris
Albums de Diddy
Press Play
(2006) The Love Album: Off the Grid
(2023)
Singles
1. Angels
Sortie : 3 novembre 2009
2. Hello Good Morning
Sortie : 30 mars 2010
3. Loving You No More
Sortie : 21 septembre 2010
4. Coming Home
Sortie : 21 novembre 2010
5. Your Love
Sortie : 15 mars 2011
6. Ass on the Floor
Sortie : 17 avril 2011

Last Train to Paris est un album studio de Puff Daddy en collaboration avec son groupe Dirty Money, sorti en décembre 2010. Dirty Money est composé de Dawn Richard et de la chanteuse-compositrice Kalenna Harper.

## Liste des titres
| 1.  | Intro (Produit par Guy Gerber)                                                                           | Guy Gerber |                                                               | 1:33 |
| 2.  | Yeah Yeah You Would (featuring Grace Jones – Produit par Danja)                                          | Puff Daddy, Nathaniel Hills, Dawn Richard, Kalenna Vick, Leroy Watson, Justin Hylton-Williams                                                                    |                                                               | 3:42 |
| 3.  | I Hate That You Love Me (Produit par Rodney « Darkchild » Jerkins)                                       | Combs, LaShawn Daniels, Rodney Jerkins, Latoya Duggan, Victoria McCants, Leroy Watson                                                                            |                                                               | 3:35 |
| 4.  | Ass on the Floor (featuring Swizz Beatz – Produit par Swizz Beatz)                                       | Combs, Kasseem Dean, Richards, Vick, Watson | Pon De Floor de Major Lazer featuring Vybz Kartel             | 4:04 |
| 5.  | Looking for Love (featuring Usher – Produit par J.Lack et Polow da Don)                                  | Michael Jones, James Lackey, William Roberts |                                                               | 4:18 |
| 6.  | Someone to Love Me (Produit par Jerry « Wonder » Duplessis et Arden « Keyz » Altino)                     | Jerry Duplessis, Watson | You Roam When You Don't Get It at Home des Sweet Inspirations | 3:07 |
| 7.  | Hate You Now (Produit par Danja)                                                                         | Combs, Hills, Richard, Vick |                                                               | 4:09 |
| 8.  | Yesterday (featuring Chris Brown – Produit par Mario Winans)                                             | Brown, Hylton-Williams, Aubrey Graham, Crystal Johnson, Kevin McCall, Mario Winans                                                                               |                                                               | 4:31 |
| 9.  | Shades (featuring Lil Wayne, Justin Timberlake, Bilal et James Fauntleroy – Produit par D'Mile, The Y's) | Dwayne Carter, Combs, Dernst II Emile, Fauntleroy, Timberlake | Promise de Ciara                                              | 5:56 |
| 10. | Angels (featuring The Notorious B.I.G. et Rick Ross – Produit par Diddy et Mario Winans)                 | Deric Angelletie, Carlos Broady, Shawn Carter, Combs, Fauntleroy, Ron Lawrence, Darryl McDaniels, Nashiem Myrick, Christopher Wallace, Norman Whitefield, Winans |                                                               | 5:11 |
| 11. | Your Love (featuring Trey Songz – Produit par Polow da Don)                                              | Indira Boodram, Kesia Hollins, Alja Jackson, Polow Da Don, Jazmyn Michel, Roberts                                                                                |                                                               | 3:53 |
| 12. | Strobe Lights (featuring Lil Wayne – Produit par 7 Aurelius et Deekay)                                   | D. Carter, Combs, Tim McEwan, Richard, Marcus Vest, Vick |                                                               | 3:33 |
| 13. | Hello Good Morning (featuring T.I. – Produit par Danja)                                                  | Marcella Araica, Richard Butler, Clifford Harris, Hills, Hylton-Williams                                                                                         | Bez Ciebie Jesień de Zdzisława Sośnicka                       | 4:27 |
| 14. | I Know (featuring Chris Brown, Wiz Khalifa et Sevyn – Produit par Polow Da Don, Hollywood Hot Sauce)     | Boodram, Christopher Brown, Hollins, Hollywood Hot Sauce, Michel, Cameron Thomaz                                                                                 |                                                               | 4:31 |
| 15. | Coming Home (featuring Skylar Grey – Produit par Alex da Kid et Jay-Z)                                   | S. Carter, Jermaine Cole, Malcolm McCormick, Alexander Grant, Skylar Grey                                                                                        |                                                               | 3:59 |
| 16. | Loving You No More (featuring Drake – Produit par Sean Garrett, Team S. Dot et Miykal Snoddy)            | Sean Garrett, Graham, Richard, Michael Snoddy, Winans |                                                               | 4:05 |

| 1.  | Intro (Produit par Guy Gerber)                                                                         | Gerber                                                                                                  | 1:33 |
| 2.  | Ass on the Floor (featuring Swizz Beatz – Produit par Swizz Beatz)                                     | Combs, Dean, Richards, Vick, Watson                                                                     | 4:04 |
| 3.  | Yeah Yeah You Would (featuring Grace Jones – Produit par Danja)                                        | Combs, Hills, Richard, Vick, Watson                                                                     | 3:42 |
| 4.  | I Hate That You Love Me (Produit par Rodney « Darkchild » Jerkins)                                     | Combs, Daniels, Jerkins, Duggan, McCants, Watson                                                        | 3:55 |
| 5.  | Someone to Love Me (Produit par Jerry « Wonder » Duplessis et Arden « Keyz » Altino)                   | Duplessis, Watson                                                                                       | 3:08 |
| 6.  | Hate You Now (Produit par Danja)                                                                       | Combs, Hills, Richard, Vick                                                                             | 4:09 |
| 7.  | Your Love (featuring Trey Songz – Produit par Polow da Don)                                            | Boodram, Hollins, Jackson, Jones, Michel, Roberts                                                       | 3:53 |
| 8.  | Shades (featuring Justin Timberlake, Bilal, Lil Wayne et James Fauntleroy – Produit par D'Mile)        | Carter, Combs, Emile, Fauntleroy, Timberlake                                                            | 5:56 |
| 9.  | Angels (featuring The Notorious B.I.G. et Rick Ross – Produit par Diddy et Mario Winans)               | Angelletie, Broady, Carter, Combs, Fauntleroy, Lawrence, McDaniels, Myrick, Wallace, Whitefield, Winans | 5:11 |
| 10. | Strobe Lights (featuring Lil Wayne – Produit par 7 Aurelius et Deekay)                                 | Carter, Combs, Tim McEwan, Richard, Vest, Vick                                                          | 3:33 |
| 11. | Looking for Love (featuring Usher – Produit par J. Lack et Polow da Don)                               | Jones, Lackey, Roberts                                                                                  | 4:18 |
| 12. | I Know (featuring Chris Brown, Wiz Khalifa et Sevyn – Produit par Polow Da Don et Hollywood Hot Sauce) | Boodram, Brown, Hollins, Hollywood Hotsauce, Michel, Thomaz                                             | 4:31 |
| 13. | Loving You No More (featuring DrakeSean Garrett, Team S. Dot et Miykal Snoddy)                         | Garrett, Graham, Richard, Snoddy, Winans                                                                | 4:05 |
| 14. | Hello Good Morning (featuring T.I. – Produit par Danja)                                                | Araica, Butler, Harris, Hills                                                                           | 4:27 |
| 15. | Last Night (Part 2) (Produit par Mario Winans)                                                         | Combs, Winans, Fauntleroy, Butler                                                                       | 3:52 |
| 16. | Yesterday (featuring Chris Brown – Produit par Mario Winans)                                           | Brown, Graham, Johnson, McCall, Winans                                                                  | 4:31 |
| 17. | Change (Produit par The-Dream et Tricky Stewart)                                                       | Terius Nash, Christopher Stewart                                                                        | 4:43 |
| 18. | Coming Home (featuring Skylar Grey – Produit par Alex da Kid et Jay-Z)                                 | Carter, Cole, McCormick, Grant, Grey                                                                    | 3:59 |

## Dates de sortie
| Pays        | Date             | Version / Format                                               | Label           | Catalogue |
| ----------- | ---------------- | -------------------------------------------------------------- | --------------- | --------- |
| France      | 13 décembre 2010 | Standard (CD/téléchargement)                                   | Universal Music |           |
| Allemagne   | 14 décembre 2010 | Standard (CD/téléchargement)                                   | Universal Music |           |
| États-Unis  | 14 décembre 2010 | Standard (CD/téléchargement), Deluxe (CD + DVD/téléchargement) | Bad Boy Records | 001438102 |
| Australie   | 17 décembre 2010 | Standard (CD/téléchargement)                                   | Universal Music |           |
| Japon       | 19 janvier 2010  | Standard (CD/téléchargement)                                   | Universal Music | UICS1212  |
| Royaume-Uni | 24 janvier 2011  | Standard (CD/téléchargement)                                   | Polydor Records | 2740307   |

## Classement
| Classement             | Meilleure position |
| ---------------------- | ------------------ |
| Billboard 200          | 7                  |
| Top R&B/Hip-Hop Albums | 3                  |